# Institutul de Studii și Proiectări Căi Ferate
Institutul de Studii și Proiectări Căi Ferate (ISPCF) este un institut de proiectare din România.
ISPCF este cel mai important proiectant de căi ferate din România, cu o cotă de piață de 60%.
Institutul a fost privatizat în februarie 2007, când AVAS a vândut pachetul majoritar (70%) al ISPCF pentru suma 1,54 milioane de dolari către firma Arcada Company din Galați și un grup de cinci persoane fizice.
Alături de grupul de investitori și Arcada, SIF Muntenia deține un pachet de 30% din institut.